# Aaron Mbimbe
Mbimbe Ii Aaron Mbimbe (ur. 19 marca 1989 w Duali) – kameruński piłkarz grający na pozycji obrońcy. W swojej karierze rozegrał 8 meczów w reprezentacji Kamerunu.

## Kariera klubowa
Swoją karierę piłkarską Mbimbe rozpoczął w klubie Union Duala. W sezonie 2011/2012 zadebiutował w jego barwach w pierwszej lidze kameruńskiej. W debiutanckim sezonie wywalczył z nim mistrzostwo Kamerunu. W 2015 roku odszedł do New Star FC, a w latach 2016-2017 był piłkarzem Coton Sport FC de Garoua. W sezonach 2016 i 2017 wywalczył z nim dwa wicemistrzostwa Kamerunu. W latach 2017–2019 był zawodnikiem Al-Jahra SC z Kuwejtu, a w latach 2019-2022 innego klubu z tego kraju, Al-Fahaheel SC.

## Kariera reprezentacyjna
W reprezentacji Kamerunu Mbimbe zadebiutował 18 października 2015 w wygranym 2:0 meczu Mistrzostw Narodów Afryki 2016 z Kongiem, rozegranym w Jaunde. Od 2015 do 2016 roku wystąpił w kadrze narodowej 8 razy.